# Bastarnen

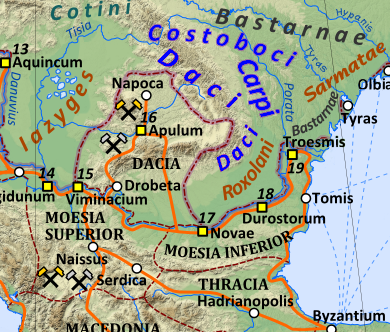
Kaart van Romeins Dacië, en omliggende volken in 125 n.Chr.

De Bastarnen (Latijn: Bastarni, of Basternae; Grieks:  Βαστάρναι, of  Βαστέρναι) waren een Oost-Germaans volk dat tussen 200 v.Chr. en 300 n.Chr. in de regio tussen de Karpaten en de Dnjepr woonde, ten noordoosten van het oude Dacië. De Peucini waren volgens Grieks-Romeinse schrijvers een tak binnen de Bastarnen, die ten noorden van de Donaudelta woonden.
Rond 200 v.Chr. migreerden deze stammen naar het zuidoosten, in de regio ten noorden van de Zwarte Zee. Sommige stammen lijken rond de 3e eeuw te zijn geassimileerd binnen de Sarmaten. Hoewel ze voornamelijk op een vaste woonplaats verbleven, leidden sommige stammen een semi-nomadische leven.
De Bastarnen worden geassocieerd met de Poienești-Lukașevkacultuur in Moldavië en de aangrenzende gebieden van Roemenië en Oekraïne.

## Geschiedenis
De Bastarnen kwamen voor het eerst met de Romeinen in conflict tijdens de 1e eeuw v.Chr., toen ze een Romeinse invasie in Moesia en Pannonië wilden tegenhouden, samen met de Daciërs en de Sarmaten, wat uiteindelijk mislukte. Later onderhielden ze tot de 2e eeuw n.Chr. vriendschappelijke relaties met het Romeinse Rijk. Dat veranderde weer in 180 n.Chr., toen de Bastarnen samen met de Sarmaten en de Daciërs Romeins grondgebied binnenvielen. In het midden van de 3e eeuw, waren de Bastarnen onderdeel van een grote coalitie van de Donau-stammen, geleid door de Goten, die herhaaldelijk de Balkanprovincies van het Romeinse Keizerrijk binnenvielen. Uiteindelijk vestigden de Bastarnen zich binnen de grenzen van het Romeinse rijk, tegen het eind van de 3e eeuw.

### Periode van de Romeinse Republiek (tot 30 v.Chr.)

#### Bondgenoten van Philippus van Macedonië (179-8 v.Chr.)

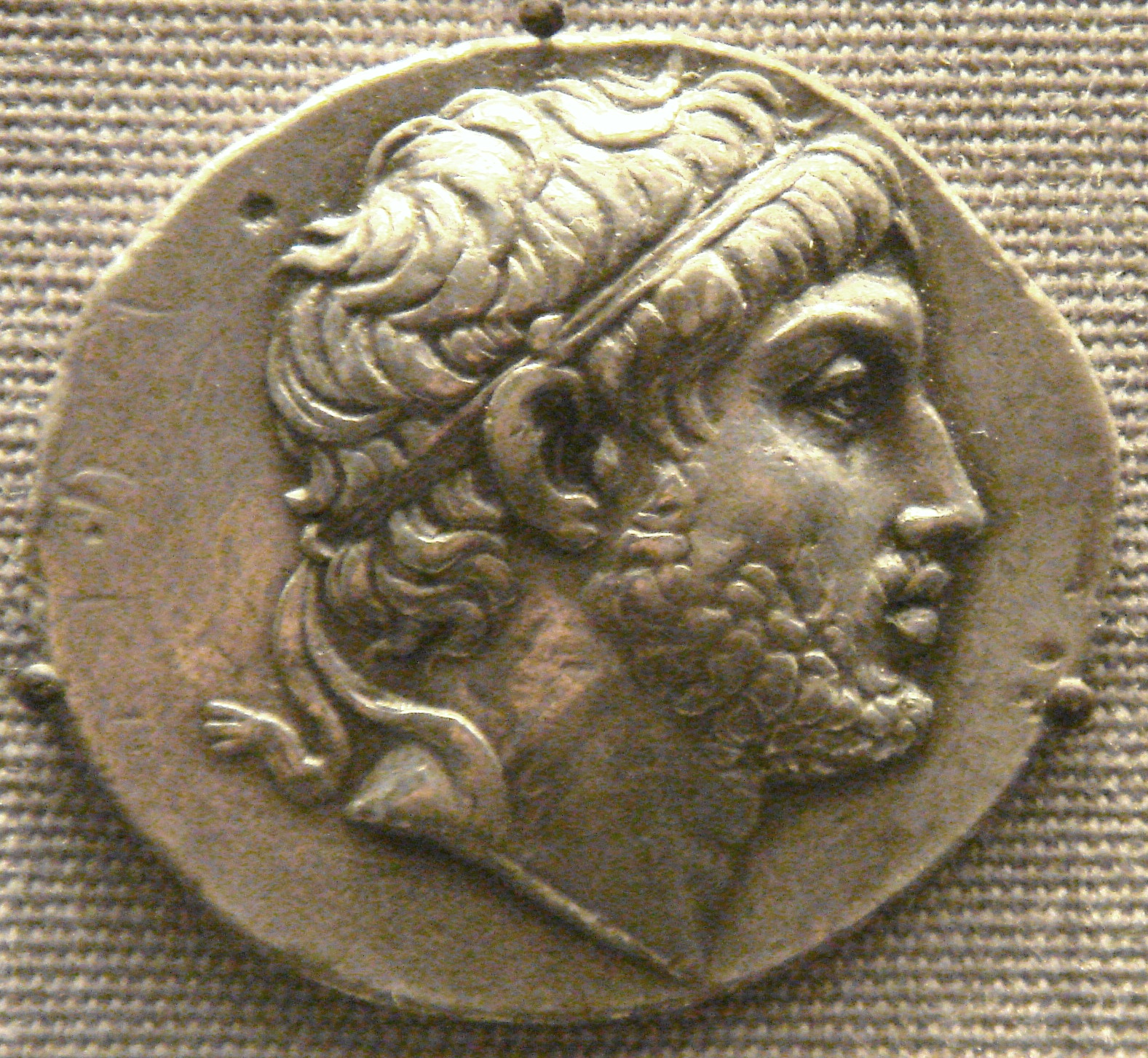
Zilveren tetradrachme van Philippus V van Macedondië.

De Bastarnen worden pas voor het eerst genoemd door de geschiedschrijving toen ze in 179 v.Chr. de Donau met een groot leger overstaken. Ze gingen in op een uitnodiging van een oude bondgenoot, koning Philippus V van Macedonië, een directe nakomeling van Antigonus I Monophthalmus, een van de diadochen, de generaals van Alexander de Grote, die diens rijk in vieren deelden toen Alexander in 323 v.Chr. stierf. De Macedonische koning had grote verliezen geleden tegen de Romeinen in de Tweede Macedonische Oorlog (200-197 v.Chr.), waardoor hij van machtige Hellenistische heerser naar de status van een onbeduidende satrapie met een klein grondgebied en leger was gedegradeerd. 20 jaar later voelde Philippus zich vernederd door Rome’s decreten, en hij raakte ook zeer geagiteerd door de vernietigende plunderingen van de Dardani, een Thraco-Illyrische stam aan zijn noordgrens, waar zijn kleine leger niet tegenop kon. Hij steunde daarom op de Bastarnen, die samen met hem niet alleen de Dardani moesten verjagen, maar ook zijn gebieden in Griekenland weer terug winnen. Nadat de Dardani verslagen waren, was Philippus van plan om de Bastarnenfamilies in Dardania te laten wonen. Daarna vatte hij het plan op om de Bastarnen Italië te laten binnenvallen via de Adriatische kust. Hij wist dat de Bastarnen het waarschijnlijk niet zo goed zouden doen als Hannibal het 40 jaar eerder deed. Maar ondertussen zou hij van de verwarring gebruikmaken om Griekenland te heroveren.
Maar Philippus, die nu 60 jaar oud was, stierf voordat de Bastarnen aangekomen waren. Die waren nog steeds op weg door Thracië, waar het in conflict kwam met de lokale bevolking, die hen niet genoeg voedsel voor een betaalbare prijs wilden aanbieden. Waarschijnlijk in de nabijheid van Philippopolis, verlieten de Bastarnen hun colonne en plunderden ze het land. De lokale Thraciërs vluchtten naar de hellingen van Mons Donuca, de hoogste berg van Thracië. De Bastarnen achtervolgden ze omhoog, maar ze werden teruggedreven en raakten verspreid door een hevige hagelstorm. De Thraciërs legden dit keer een hinderlaag voor hen, en de afdaling werd nu een paniekerige en verwarde aftocht. De gedemoraliseerde Bastarnen besloten om terug naar huis te gaan, en stuurden 30.000 troepen om op te rukken naar Macedonië.
Philippus’ zoon en opvolger Perseus van Macedonië liet de Bastarnen in een vallei van Dardania wonen. Waarschijnlijk was dat een voorbereiding op zijn campagne tegen de Dardani, in de volgende zomer. Maar tijdens hartje winter vielen de Dardani het kamp aan. De Bastarnen wisten hun aanval gemakkelijk af te slaan, en achtervolgden hen naar hun hoofddorp, dat ze belegerden. Maar ze werden verrast door een tweede Dardani-leger dat hen vanuit de bergen beslopen had, en hun kamp nu van achteren aanviel. De Bastarnen moesten zich nu terugtrekken uit Dardania, en werden gedwongen terug te keren naar hun thuisland. Op hun terugtocht over de bevroren Donau stierven velen van de kou, als ze al niet door het ijs zakten.
Hoewel het plan van Philippus met de Bastarnen mislukt was, wisten de Dardani met waarschuwingen over de Bastarneninvasie in hun land de senaat te alarmeren, die ervoor zorgden dat de macht en onafhankelijkheid van Macedonië geleidelijk afnam. In 171 v.Chr. verklaarden de Romeinen de oorlog aan Macedonië, en nadat het Macedonische leger bij de Slag bij Pydna vernietigd was, werd Macedonië opgesplitst in vier Romeinse marionettenstaten. 21 jaar later werden die weer afgeschaft en werd Macedonië geannexeerd in de Romeinse Republiek als Macedonia.

#### Bondgenoten van de Getische koning Burebista (62 v.Chr.)

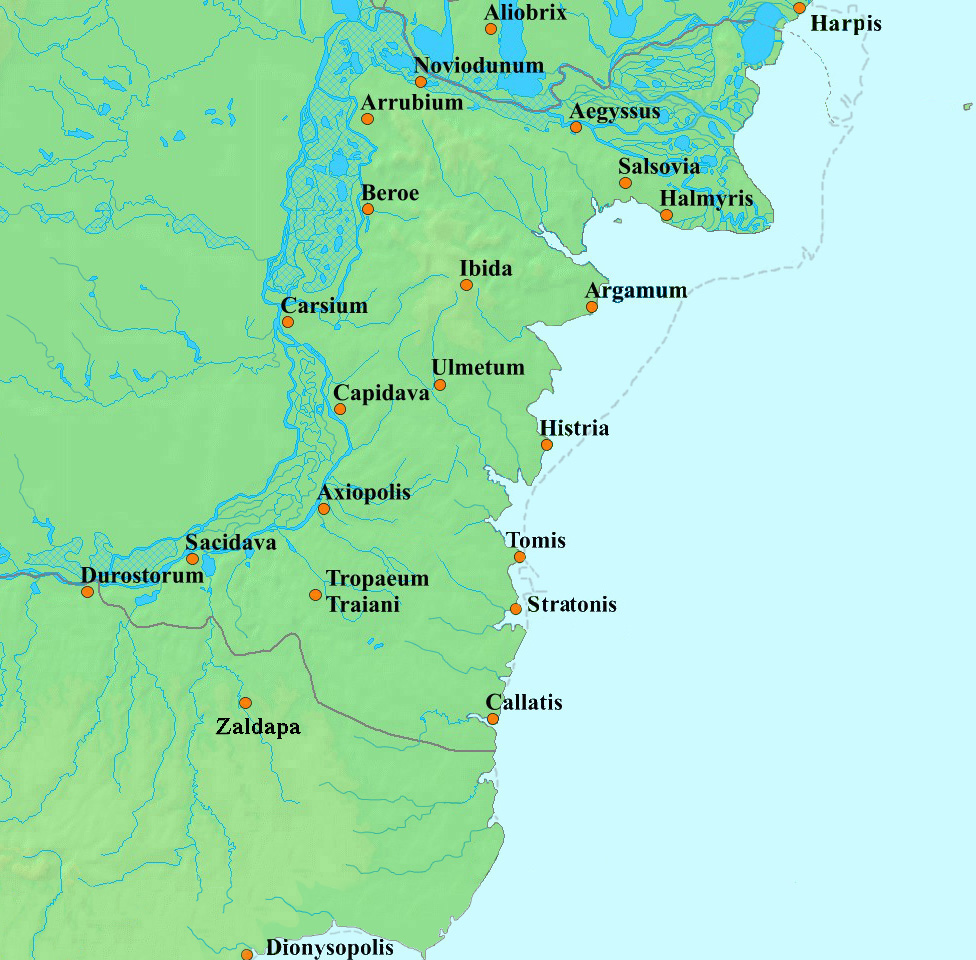
Kaart van Scythia Minor, die de Griekse kustplaatsen Histria, Tomis, Callatis en Dionysopolis laat zien (Istria, Constanta, Mangalia en Balchik)

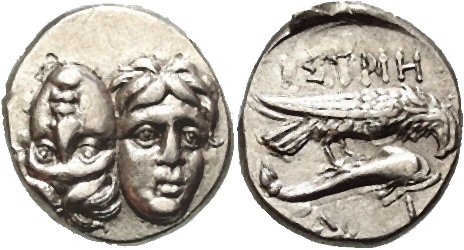
Munt van de Griekse kuststad Histria

De Bastarnen kwamen voor het eerst direct in conflict met Rome door een Romeinse expansie in de Donauregio door de proconsuls (gouverneurs) van Macedonia rond 75-72 v.Chr. Gaius Scrbonius Curio (proconsul 75-3 v.Chr.) leidde een succesvolle veldtocht tegen de Dardani en de Moesi, waardoor hij de eerste Romeinse generaal werd die met zijn leger de Donau bereikte. Zijn opvolger, Marcus Licinius Lucullus leidde een campagne tegen de Thracische ‘Bessi’-stam en de Moesi, waarbij heel Moesia vernietigd werd. In 72 v.Chr. bezetten zijn troepen de kuststeden van Scythia Minor, omdat die de kant van Rome’s aartsvijand, koning Mithridates VI van Pontus hadden gekozen tijdens de Derde Mithridatische Oorlog (73-63).
De aanwezigheid van Romeinse troepen in de Donaudelta werd gezien als een voorname bedreiging door alle naburige Donaustammen: de Bastarnen, de Sarmaten en voornamelijk, koning Burebista, die van 82-44 v.Chr. regeerde over de Getae. De Getae leefden in het huidige Wallachije, maar ook in Scythia Minor. Ze spraken ofwel een Dacische taal of een Thracische taal. Burebista had de Getae verenigd in één koninkrijk, waarvoor de Griekse polissen (steden) een belangrijke handelspartner waren. Burebista sloot een verbond met de naburige Bastarnen en Sarmatische stammen. Op het toppunt van zijn macht zouden de Geten een leger van 200.000 strijders kunnen mobiliseren. Burebista leidde deze Trans-Donau coalitie tegen de Romeinen, waarbij hij herhaaldelijk Romeinse bondgenoten in Moesia en Thracia plunderde, en tot in Macedonia en Illyria kwam.
De coalitie kreeg een grote kans in 62 v.Chr., toen de Griekse steden tegen de Romeinse heerschappij in opstand kwamen. De proconsul van Macedonia, Gaius Antonius Hybrida (Hybrida = Monster), die militair incompetent was en voornamelijk onderdrukkend, leidde een leger tegen de Griekse steden. In 61 v.Chr. naderde zijn leger Histria, maar onderweg liet hij zijn gehele cavalerie terug marcheren, weg van de colonne. Cassius Dio schrijft dat hij dat deed omdat hij een lafaard was, die de op handen zijnde veldslag tegen zijn vijanden wilden voorkomen. Het is waarschijnlijker dat Gaius Antonius dit deed omdat hij een cavalerieleger, waarschijnlijk van de Sarmaten achternazat. Maar de Bastarnen, die de Donau overgestoken waren om Histria te helpen, vielen de Romeinen aan, en slachtten de Romeinse infanterie af. Daarbij maakten ze verscheidene vexilla (militaire standaarden) buit. De slag betekende een ineenstorting van de Romeinse positie in de Donaudelta. Burebista nam daarna zelf de Griekse steden in. Uiteindelijk had de Romeinse keizer Augustus de taak om de gebieden van hun voormalige bondgenoten, Moesia en Thracia, weer te heroveren, nadat deze de afspraken met Rome hadden verbroken.
Rond 44 v.Chr. was de dictator voor het leven, Julius Caesar, van plan om Burebista eens en voor altijd te verslaan. Maar dat was niet meer nodig; Burebista werd vermoord, en het Getische rijk werd in vier, later vijf, onbelangrijke rijkjes opgedeeld. Deze waren militair gezien veel minder sterk, samen met hooguit 40.000 troepen. De militaire macht nam verder af door onderlinge oorlogen. Deze Geto-Daciërs zouden nooit meer een bedreiging voor de Romeinse positie in de Donau vormen, tot de opkomst van Decebal 130 jaar later (86 n.Chr.).

### RomeinsPrincipaat(30 v.Chr. – 284 n.Chr.)

#### Periode van Augustus (30 v.Chr. – 14 n.Chr.)

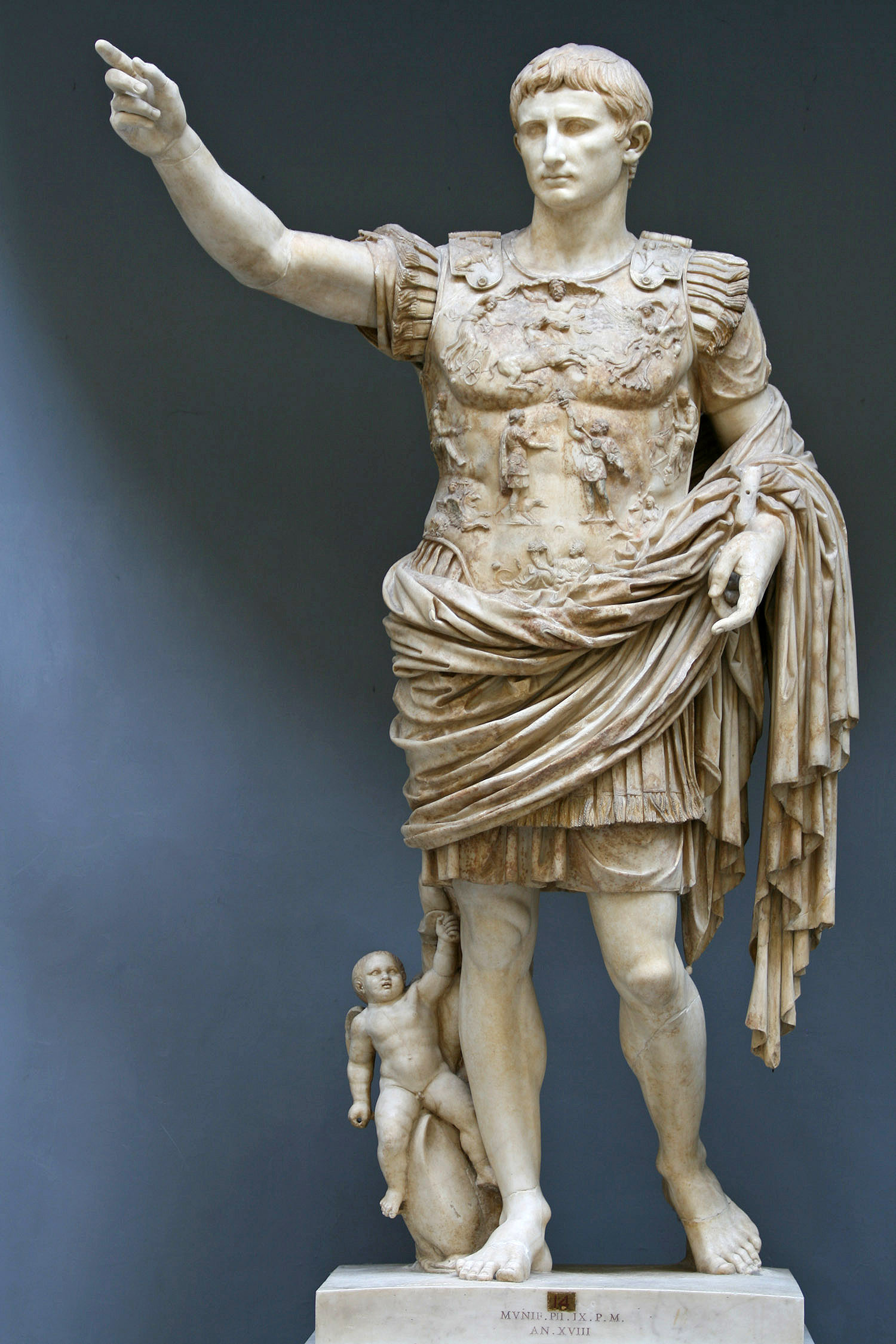
Standbeeld van Augustus. Tegen het eind van zijn regeringsperiode (14 n.Chr.) had Augustus het rijk tot de rivier de Donau uitgebreid, dat de grens van het Rijk zou blijven (op de verovering van Dacia na)

Nadat hij zich als alleenheerser in 30 v.Chr. had ontplooid, begon Augustus met het plan om de zuidoostelijke Europese grens tot de Donau te verleggen. Daardoor zou de bewegingsruimte van Italië naar Griekenland breder worden, en zouden legers sneller van de een naar de ander kunnen reizen.
De benedenloop van de Donau, die prioriteit had boven de bovenloop van de Donau, moest worden veroverd en dat betekende een campagne en de verovering van Moesia. Hierbij waren de stammen die in Moesia woonden (van west naar oost): de Triballi, de Moesi, en de Geten die nog over waren het doelwit. De Bastarnen waren ook een doelwit, omdat ze recentelijk de Triballi hadden onderworpen. Augustus wilde ook de nederlaag van Gaius Antonius Hybrida wreken, 32 jaar daarvoor, en de militaire standaarden die verloren waren geraakt, terug veroveren. Deze waren namelijk naar een sterk fort gebracht dat Genucla werd genoemd, dat geregeerd werd door Zyraxes, de lokale Getische koning. Marcus Licinius Crassus (consul in 30 v.Chr.), ook een kleinzoon van de triumvir Crassus, was degene die als proconsul van Macedonia in 29 v.Chr. werd aangesteld, en dus de taak op zich zo krijgen.
De Bastarnen gaven de Romeinen hun casus belli: ze staken de Haemus over en vielen de Dentheletae aan, een Thracische stam en bondgenoot van de Romeinen. Crassus macheerde en leger om de Dentheletae te helpen, maar de Bastarnen hadden zich al haastig teruggetrokken over de Haemus toen Crassus aankwam. Crassus richtte zijn aandacht op de Moesi, zijn voorname doelwit. Nadat hij een succesvolle veldtocht tegen hen had geleid en een groot deel van de Moesi had onderworpen, zocht Crassus weer de confrontatie met de Bastarnen. Nadat die hem een vredesdelegatie hadden gestuurd, kwam hij achter de geheime locatie van de Bastarnen. Hij lokte hen in een gevecht in de buurt van de Tsibritsa. Hij verstopte zijn hoofdmacht in de bossen, en plaatste een kleinere frontlinie voor de bossen. Zoals Crassus verwachte, vielen de Bastarnen deze kleinere linie aan. Maar de Bastarnen moesten daarna constateren dat ze nu in het nauw gedreven werden door de hoofdmacht van de Romeinen, die ondertussen tevoorschijn gekomen was, en die de Bastarnen koste wat kost hadden geprobeerd te vermijden. De Bastarnen probeerden de bossen in te vluchten, maar hun woonwagens met families pasten niet tussen de bomen door, waardoor de Bastarnen ervoor kozen te vechten voor hun families. Het resulteerde in een verpletterende nederlaag. Crassus versloeg persoonlijk hun koning, Deldo. Duizenden vluchtende Bastarnen kwamen om, velen stikten door de rook in de bossen omdat de Romeinen vuren aangestoken hadden die hen omsingelden, en anderen verdronken toen ze de Donau over probeerden te zwemmen. Toch wist een redelijk groot deel van het Bastarnen leger hun sterke heuvelfort te bereiken, waar ze zich ingroeven. De Romeinen belegerden het fort, maar moesten nu de hulp inroepen van Rholes, een Getische koning, om de Bastarnen eruit te jagen.
Het jaar daarop, 28 v.Chr., marcheerde Crassus naar Genucla, de hoofdstad van een ander Getisch koninkrijk, een rivaal van Rholes. Hun koning Zyraxes ontkwam met zijn schat en vluchtte over de Donau naar Scythia, om de hulp van de Bastarnen in te roepen. Maar voordat hij met versterkingen naar Genucla kon terugkeren, viel de stad door een combinatie van land en zee-aanvallen. De campagne van Crassus leidde nu tot de definitieve annexatie van Moesia.
Een decennium later ontstond er een nieuwe strijd tussen Rome en de Bastarnen tijdens de Bellum Pannonicum (Augustus’ verovering van Pannonië 14-9 v.Chr.). Generaal Marcus Vinicius versloeg een leger van Daciërs en Bastarnen, onderwierp de Cotini, de Osi en de Anartes onder de heerschappij van Augustus en Rome.

#### 1e en 2e eeuw
Het lijkt erop dat de Bastarnen rond de laatste jaren van de regeringsperiode van Augustus vrede sloten met Rome. De overeenkomst had wel effect: er werden geen vijandelijkheden van de Bastarnen beschreven tot 175 n.Chr., 160 jaar na het verdrag. Door het missen van politieke verslagen in die periode is het nog maar de vraag of de Bastarnen zich echt ‘goed gedragen’ hadden. Het is heel goed mogelijk dat de Bastarnen zich wel degelijk bemoeiden met de Dacische oorlogen van Domitianus en Trajanus, omdat deze plaatsvonden in de benedenloop van de Donau en dat de Daciërs en de Bastarnen al vaker hadden samengewerkt.
Tegen het eind van de 2e eeuw, lijkt het erop dat tijdens de heerschappij van Romeinse keizer Marcus Aurelius een alliantie van stammen van de ‘Neder-Donau’, waaronder de Bastarnen, de Roxolani en de Costoboci, Romeins grondgebied invielen, omdat de Romeinen op datzelfde moment moeite hadden met de stammen van de ‘Opper-Donau’ (de oorlog tegen de Marcomanni).

#### 3e eeuw
Tegen het eind van de 2e eeuw, kwam er een etnische verandering op gang, doordat in het noorden van de Zwarte Zee regio, een ware immigratie op gang kwam. Vanuit de Vistulavallei in het noorden, kwamen de Goten, samen met andere Germaanse stammen zoals de Taifali en de Hasdingi, en een aantal Vandaalse stammen. Deze migratie was onderdeel van een serie voorname bevolkingsmigraties in het Europese barbaricum, zoals de Romeinen de regio buiten de grenzen van hun rijk noemden. De Goten wisten een zekere politieke macht over de oorspronkelijke stammen in de regio op te bouwen.
Onder leiding van de Goten viel een coalitie van de stammen van de benedenloop van de Donau, het Romeinse Keizerrijk binnen, rond 238 n.Chr. Hoewel de Bastarnen waarschijnlijk deelnamen aan deze invasies, is het bewijs ongespecificeerd, omdat Zosimus, en andere historici uit die tijd, al die binnenvallende stammen samen te vatten onder de naam Scythen, waarmee ze dus alle inwoners van Scythia bedoelden, in plaats van de originele Scythen, die een Iraanse taal spraken. De Bastarnen waren waarschijnlijk wel bij de Slag bij Abrittus, waar de Goten en Sarmaten een Romeins leger versloegen en keizer Decius vermoordden. Deze ramp bracht een periode van politieke, economische en militaire chaos teweeg in het keizerrijk. Op hetzelfde moment werd het Romeinse leger hevig verzwakt door een uitbraak van de pokken, die waarschijnlijk meer dan 15%-30% van de Romeinen de grafkist in joeg.
De barbaarse stammen maakten gebruik van deze wanorde, en voerden invasies uit in het hele Romeinse rijk. Een Sarmitisch-Gotische alliantie vielen herhaaldelijk de Balkan binnen. De Peucini Bastarnen worden wel specifiek genoemd in de invasie van 267/268 n.Chr. De Donau-coalitie bouwde een vloot om de rivier de Dnjepr op te varen, en omdat de Peucini voornamelijk op de delta woonden, hadden zij meer ervaring en kennis van het bouwen van schepen, iets waar de nomadische Goten en Sarmaten weinig van afwisten. Langs de Zwarte Zee zeilde de coalitie naar Tomis in Moesia Inferior, dat ze probeerde in te nemen, zonder succes. Daarna probeerden ze de provinciale hoofdstad, Marcianopolis, in te nemen, ook zonder succes. De coalitie zeilde daarna naar Thessalonica in Macedonia, maar nadat ze door Romeinse troepen werden verjaagd, en gevlucht waren naar Thracia, werden ze daar verpletterend verslagen door keizer Claudius II in de Slag bij Naissus.
Claudius was de eerste in het rijtje soldatenkeizers, de zogenaamde Illyrische keizers, om hun voorname etnische afkomst, die de orde in het keizerrijk herstelden tegen het eind van de 3e eeuw. Hun voorname politieke programma was het verplaatsen van verslagen barbaarse stammen naar de grensprovincies, onder voorwaarde dat deze stammen manschappen leverden. Dat had voordelen voor Rome, want niet alleen werden deze stammen verzwakt door het leveren van troepen, ze bebouwden ook het land, en herstelden de infrastructuur en dorpen, die door de binnenvallende barbaren totaal verwoest waren. Ook de barbaren hadden er zo hun voordelen van, omdat ze nu binnen de grenzen van het rijk mochten wonen. De barbaarse dorpen binnen het rijk kwamen bekend te staan als Laeti.
Keizer Marcus Aurelius Probus zou meer dan 100.000 Bastarnen verplaatst hebben naar Moesia, samen met andere volkeren, zoals Goten, Gepiden en Vandalen. Klassieke bronnen schrijven dat de Bastarnen hun eed van trouw aan de keizer eerden, terwijl de andere stammen in opstand kwamen en de Donau provincie teisterden. Een gigantische verplaatsing van Bastarnen stammen vond later tocht plaats nadat een coalitie van Bastarnen en Karpen stammen verslagen waren door keizer Diocletianus en zijn collega Galerius.

### Tegen het eind van Romeinse Rijk (305 n.Chr. – verder)
De overgebleven Bastarnen in de Donauregio kwijnden langzaam weg. Klassieke bronnen van die tijd noemen de Bastarnen niet meer na de 4e eeuw, waarschijnlijk omdat die hun etnische identiteit langzaam kwijtgeraakt waren, en waarschijnlijk opgegaan zijn tussen Gotische stammen. De Bastarnen spraken een taal die verwant was aan het Gotisch. Waarschijnlijk namen de overgebleven Bastarnen deel aan de Gotische migratie van die tijd, opgejaagd door de Hunnen. De Goten vielen het Romeinse rijk binnen en versloegen keizer Valens bij de Slag bij Adrianopolis, volgens historici de aanstoot tot de val van het West-Romeinse rijk.

## Etymologie
De herkomst van de naam van de stam is onzeker. We weten niet of Bastarnen een exoniem, ofwel een benaming door buitenstaanders, of een endoniem, een benaming die ze voor zich zelf gebruikten, was.
Het is voorgesteld dat de naam Bastarnen afgeleid is van de Romeinse term basterna, waarmee een bepaalde type wagen wordt aangeduid. Dat zou er op wijzen dat de Bastarnen, zoals veel Germaanse stammen, per familie met paard en wagen reisden.

## Woongebied
Klassieke bronnen schrijven dat de Bastarnen rond de 1e eeuw n.Chr. aan de noordkant van de Karpaten woonden. Plinius plaatst ze tussen de Sueben en de Daciërs. De kaart van Peutinger laat de Bastarnen ook zien. Onder de naam Blastarni (fout gespeld dus), zijn ze ten noorden van de Karpaten te zien. Het gebergte zelf wordt zelfs de Alpes Bastarnicae genoemd.
Strabo beschrijft de Bastarnen als "het volk tussen de Ister (Donau) en de Borystenes (Dnjepr)". Hij identificeert ook drie groepen binnen de Bastarnen: de Atmoni, de Sidoni en de Peucini. Die laatste kreeg waarschijnlijk zijn naam van het eiland Peuce, dat in de Donau delta ligt. Ptolemaeus schreef dat de Carpiani, een Dacische stam, Moldavië bezet hadden waardoor de Peucini gescheiden waren van de andere Bastarnen "boven Dacia".

## Etnische verwantschap
Hoewel de meeste moderne historici het erover eens zijn dat de Bastarnen van Germaanse afkomst waren, zijn er ook andere etnische banden voorgesteld.

### Germaans
Grieks-Romeinse geografen waren het er unaniem over eens dat de Bastarnen een Germaans volk waren, qua taal en cultuur. De Griekse geograaf Strabo schrijft dat de Bastarnen van de Germaanse tak waren. De Romeinse geograaf Plinius noemt de Bastarnen en de Peucini een van de vijf voorname divisies binnen de Germaanse volkeren (naast de ‘Inguaeones’, de ‘Istuaeones’, ‘Hermiones’ en de ‘Vandili (Vandalen). De Romeinse historicus Tacitus schrijft:
De Peucini, daarentegen, die soms Bastarnen worden genoemd, zijn zoals de Germanen qua taal, manier van leven en wonen, en leven in eenzelfde armzaligheid en traagheid …— Tacitus, Germania boek 46

### Keltisch
De voornaamste reden om de Bastarnen als een Keltische volk te zien is omdat het gebied waar de Bastarnen woonden, grotendeels overlapte met het meest noordoostelijke invloedgebied van de Keltische La Tène-periode ten noorden van de Karpaten.
De Romeinse historicus Livius impliceert dat de Bastarnen een Keltische taal spraken. Betreffende de invasie in 179 v.Chr. van de Balkan door de Bastarnen beschrijft hij hen als "vergelijkbaar in taal en gewoonten" met de Scordisci, een Keltische stam in Pannonië.
Livius, die zo'n 200 jaar na de gebeurtenissen schreef, wordt echter tegengesproken door Polybius, een tijdgenoot van de invasie. Polybius maakt een duidelijk onderscheid tussen de Bastarnen en de "Galatae", dwz. Kelten:
Een afvaardiging van de Dardani kwam aan [bij de Romeinse senaat], en sprak van de Bastarnae, hun enorme aantallen, de kracht en de moed van hun strijders, en meldde ook dat Perseus [koning van Macedonië] en de Galatae met deze stam bondgenoten waren.

### Scytho-Sarmatisch
Strabo plaatst de Sarmatische stam der Roxolani in de lijst van ondergroepen van de Bastarnen.
In de 6e eeuw schrijft de historicus Zosimus, die de gebeurtenissen rond 280 n.Chr. beschrijft, over de "Bastarnen, een Scythisch volk". Zosimus en tijdgenoten gebruikten de naam Scythisch echter meest geografisch, in plaats van etnisch (dat wil zeggen voor Scythië, en niet noodzakelijk voor etnisch Scythisch-Sarmatische volkeren). Zosimus noemt bijvoorbeeld ook de Goten, die overduidelijk van Germaanse afkomst zijn, "Scythisch".
Het is ook mogelijk dat sommige Bastarnen geassimileerd zijn met de naburige Sarmatische stammen, waarbij ze misschien hun taal en gebruiken overnamen. Tacitus maakte daar ook een opmerking over:
Gemengde huwelijken geven de Bastarnen tot enige hoogte het laaghartige uiterlijk van de Sarmaten.
Daarentegen leek het erop dat de Bastarnen tot in 300 n.Chr. een eigen identiteit wisten te behouden. Historici blijven erbij dat ze voornamelijk Germaans waren qua taal en qua cultuur.

## Vondsten

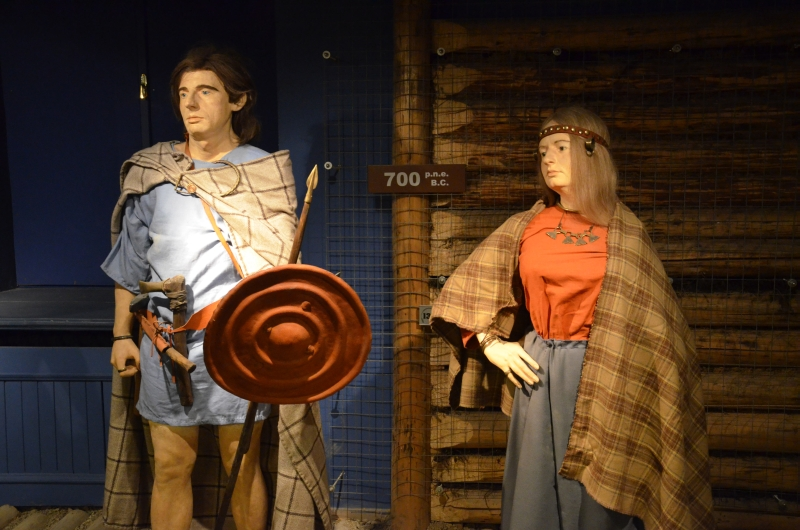
Een reconstructie van klederdracht van de Przeworskcultuur, het vermoedelijke oorsprongsgebied van de Bastarnen voordat zij naar het zuidwesten trokken.

Onder de vondsten van de met de Bastarnen geassocieerde Poienești-Lukașevkacultuur bevinden zich opvallende versterkte nederzettingen en uitgebreide dorpen. Er is geen vergelijkbare verscheidenheid aan begrafenisvormen zoals bij de voorafgaande cultuur der Geten.
De oorsprong van de Poienești-Lukașevkacultuur wordt in het noordwesten gezocht, namelijk in de omgeving van de Jastorf- en Przeworskcultuur. De cultuur ontstond tevens onder sterke invloed van de La Tènecultuur.
Alemannen · Ambivarieten · Ambronen · Ampsivaren · Angelen · Angrivariërs · Asdingen · Baemi · Bajuwaren · Bastarnen · Bataven · Bourgondiërs · Bructeren · Cananefaten · Chamaven · Chasuarii · Chatten · Chattuarii · Chauken · Cherusken · Cimbren · Cugerni · Dulgubnii · Fosi · Franken · Frisii · Gepiden · Goten · Harii · Helisiërs · Hermunduren · Herulen · Juten · Lakringen · Lemoviërs · Longobarden · Lugiërs · Manimiërs · Marcomannen · Marobudui · Marsi · Mattiakken · Naharvalen · Nemeten · Nerviërs · Ostrogoten · Quaden · Rugiërs · Saksen · Semnonen · Silingen · Sitones · Skiren · Sueben · Sugambren · Suiones · Tencteren · Teutonen · Toxandriërs · Triboken · Tubanten · Tudri · Tungri · Ubiërs · Usipeten · Vandalen · Vangionen · Visigoten · Volcae · Warnen
Germani cisrhenani:
Caerosi · Condrusi · Eburonen · Paemani · Segni
Stamverenigingen:
Herminones · Ingvaeones · Istvaeones